# Вища ревізійна комісія адвокатури
Вища ревізійна комісія адвокатури — це орган, який утворюється і діє для здійснення контролю за фінансово-господарською діяльністю Національної асоціації адвокатів України, її органів, рад адвокатів регіонів, Ради адвокатів України, кваліфікаційно-дисциплінарних комісій адвокатури, Вищої кваліфікаційно-дисциплінарної комісії адвокатури, діяльністю ревізійних комісій адвокатів регіонів.

## Загальні положення та склад
Вища ревізійна комісія адвокатури підконтрольна і підзвітна з'їзду адвокатів України. Вища ревізійна комісія адвокатури не є юридичною особою.
Голова та члени Вищої ревізійної комісії адвокатури обираються з'їздом адвокатів України строком на п'ять років з-поміж адвокатів, стаж адвокатської діяльності яких становить не менше п'яти років. Кількість членів Вищої ревізійної комісії адвокатури визначається з'їздом адвокатів України.
Голова, член Вищої ревізійної комісії адвокатури можуть бути достроково відкликані з посади за рішенням з'їзду адвокатів України.
Голова, член Вищої ревізійної комісії адвокатури не можуть одночасно входити до складу ревізійної комісії адвокатів регіону, кваліфікаційно-дисциплінарної комісії адвокатури, Вищої кваліфікаційно-дисциплінарної комісії адвокатури, ради адвокатів регіону, Ради адвокатів України, комісії з оцінювання якості, повноти та своєчасності надання адвокатами безоплатної правової допомоги.
Голова та члени Вищої ревізійної комісії адвокатури можуть отримувати винагороду за роботу в її складі у розмірі, встановленому з'їздом адвокатів України.
За результатами перевірок Вища ревізійна комісія адвокатури складає висновки, які подає на розгляд та затвердження з'їзду адвокатів України. Вища ревізійна комісія адвокатури може подавати результати перевірок Раді адвокатів України, Вищій кваліфікаційно-дисциплінарній комісії адвокатури.

## Компетенція
До компетенції Вищої ревізійної комісії адвокатури належить:
1. контроль за виконанням кошторису Національної асоціації адвокатів України, її органів, рад адвокатів регіонів, Ради адвокатів України, кваліфікаційно-дисциплінарних комісій адвокатури, Вищої кваліфікаційно-дисциплінарної комісії адвокатури, ревізійних комісій адвокатів регіонів;
2. контроль за використанням коштів та майна Національної асоціації адвокатів України, її органів, рад адвокатів регіонів, Ради адвокатів України, кваліфікаційно- дисциплінарних комісій адвокатури, Вищої кваліфікаційно-дисциплінарної комісії адвокатури, ревізійних комісій адвокатів регіонів;
3. перевірка правомірності використання грошових надходжень від щорічних внесків адвокатів;
4. перевірка відповідності укладених правочинів Національної асоціації адвокатів України, її органів, рад адвокатів регіонів, Ради адвокатів України, кваліфікаційно-дисциплінарних комісій адвокатури, Вищої кваліфікаційно- дисциплінарної комісії адвокатури, ревізійних комісій адвокатів регіонів, чинному законодавству, розрахунків з контрагентами;
5. перевірка фінансової звітності Національної асоціації адвокатів України, її органів, рад адвокатів регіонів, Ради адвокатів України, кваліфікаційно-дисциплінарних комісій адвокатури, Вищої кваліфікаційно-дисциплінарної комісії адвокатури, ревізійних комісій адвокатів регіонів, співставлення її з даними первинного бухгалтерського обліку;
6. розгляд звітів внутрішніх і зовнішніх аудиторів та підготовка відповідних пропозицій;
7. розгляд скарг на рішення, висновки, дії або бездіяльність ревізійних комісій адвокатів регіонів, їх членів та голів в частині питань щодо фінансово-господарської діяльності;
8. інші повноваження, віднесені положенням про Вищу ревізійну комісію адвокатури та актами з'їзду адвокатів України до компетенції Вищої ревізійної комісії адвокатури.[1]

## Організація роботи
Рішення Вищої ревізійної комісії адвокатури приймаються колегіально на засіданнях Вищої ревізійної комісії адвокатури. На засіданнях Вищої ревізійної комісії адвокатури ведеться протокол та аудіо запис засідання про що члени повідомляються секретарем.
Засідання Вищої ревізійної комісії адвокатури скликаються перед початком ревізії або за її результатами, а також у випадку необхідності. Член Вищої ревізійної комісії адвокатури може вимагати скликання позачергового засідання Вищої ревізійної комісії адвокатури у випадку виявлення порушень, що вимагають невідкладного рішення Вищої ревізійної комісії адвокатури.
Засідання Вищої ревізійної комісії адвокатури скликаються Головою/членом Вищої ревізійної комісії адвокатури за власною ініціативою.
Засідання Вищої ревізійної комісії адвокатури повинно бути скликано Головою/членом Вищої ревізійної комісії адвокатури не пізніше як через 5 робочих днів після отримання відповідної вимоги від ініціатора проведення засідання Вищої ревізійної комісії адвокатури. Вимога про проведення засідання має містити перелік питань для включення їх до порядку денного.
Засідання Вищої ревізійної комісії адвокатури вважається правомочним, якщо на ньому присутні не менше половини членів від обраного складу Вищої ревізійної комісії адвокатури.